# Svenska Stenarna
Svenska Stenarna är en ögrupp 13 sjömil öster om Rödlöga och är den ostligaste delen av Stockholms skärgård.
Svenska Stenarna består de två öarna Stora och Lilla Vitkobben samt de intilliggande kobbarna Remmaren, Vackerberg och Lerbergsknuven. Öarna består av kala granithällar med endast sparsamma fläckar av gräs på Stora Vitkobben som är den största ön. På dess högsta punkt står en 12 meter hög båk. Stora och Lilla Vitkobbarna och vattnet 400 meter runt om är sälskyddsområde där tillträdesförbud råder under mars och april.